# Karl Jordan
Heinrich Ernst Karl Jordan (1861-1959) va ser un entomòleg alemany i britànic.
Va néixer al poble d'Almstedt al Regne de Hannover el 7 de desembre de 1861. Va estudiar zoologia i botànica a la Universitat Georg-August de Göttingen de 1862 a 1866. El 1893 se'n va cap a Tring a Hertfordshire (Anglaterra) on va treballar al museu de Lionel Walter Rothschild, del qual més tard va esdevenir el director. S'especialitzà en Coleoptera, Lepidoptera i Siphonaptera. Va publicar uns 400 articles, sovint en col·laboració amb Charles i Walter Rothschild, juntament van descriure 851 espècies. Sol en va publicar encara 2575 més.
Jordan va iniciar i organitzar el primer Congrés Internacional d'Entomologia el 1910 a Brussel·les. El 1911 va obtenir la nacionalitat britànica. Era membre de la Royal Society i President de l'Entomological Society of London de 1929 a 1930.
Morí el 12 de gener de 1959 (als 97 anys) a Tring (Anglaterra).

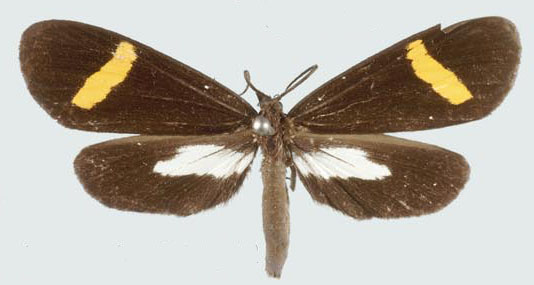
Una arna que porta el seu nom: Proutiella jordani

El gènere Jordanita així com diverses espècies porten el seu nom:
- Adscita jordani
- Cordylus jordani[4]
- Corypsylla jordani[5]
- Epitedia jordani[6]
- Eudocima jordani[7]
- Leptopelis jordani[4]
- Nearctopsylla jordani[5]
- Opisthodontia jordani[8]
- Pirgula jordani[9]
- Proutiella jordani[10]

## Publicacions destacades
- Lionel Rothschild i Karl Jordan, A Revision of the Lepidopterous Family Sphingidae London, Aylesbury, 1903, 1132 pàgines (edició facsímil en línia)
- Director de la revista Novitates zoologicae de 1894 a 1939